# Theophil Gerber

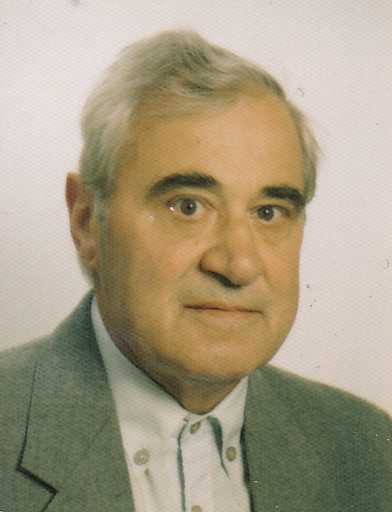
Theophil Gerber 2001

Theophil Gerber (* 19. Oktober 1931 in Teplitz, Kr. Akkerman, Bessarabien, Rumänien; † 22. März 2022 in Berlin) war ein deutscher Diplomlandwirt und Autor von Agrarlexika und bis zur Wiedervereinigung Deutschlands leitender Ministerialangestellter in der DDR.

## Leben und Wirken
Gerber wurde als Sohn einer angesehenen deutschen Bauernfamilie in Bessarabien, damals Rumänien, geboren. Sie musste im Zuge der Aktion Heim ins Reich nach Feldendorf, Landkreis Wirsitz im Gau Danzig-Westpreußen umsiedeln. Hier besuchte er die Grundschule weiter. Durch die Wirren zum Kriegsende kam die Familie nach Mecklenburg. Es folgten unter Nutzung der Berufsschule eine landwirtschaftliche Lehre von 1947 bis 1950 in Lehsten, Krs. Waren (Müritz) und die Gehilfenprüfung 1950 im VEG Saatzucht Bütow, Krs. Waren. Danach durchlief Gerber 1950/51 die Fachschulen für Landwirtschaft in Malchow (Unterstufe), 1951/53 in Rostock (Mittel- und Oberstufe) und 1953 Prenzlau (Oberstufe) mit dem Abschluss als Staatlich geprüfter Landwirt (1953) und arbeitete dann im Sommer 1953 als Saatenanerkenner bei der Deutschen Saatzuchtgesellschaft (DSG) Rostock. Das Studium der Landwirtschaft an der Humboldt-Universität zu Berlin (HUB) von 1953 bis 1956 einschließlich eines Praktikums im Akademieinstitut Paulinenaue bei Eilhard Alfred Mitscherlich schloss er als Diplomlandwirt ab.

## Engagements
Gerber war 1957–1961 Referent im Ministerium für Land- und Forstwirtschaft der DDR in Berlin, danach 1962–1965 Vorsitzender der Landwirtschaftlichen Produktionsgenossenschaft (LPG) „Vorwärts“ Gerswalde, Krs. Templin mit 1100 Hektar landwirtschaftlicher Nutzfläche und 250 ha Wald, gleichzeitig Gründer und Vorsitzender der Meliorationsgenossenschaft „Stiergraben“, Sitz Gerswalde, sowie Mitglied des Kreislandwirtschaftsrates Templin.
Von 1965 bis März 1990 wirkte Gerber im Ministerium für Land-, Forst- und Nahrungsgüterwirtschaft der DDR, danach bis Ende 1990 in den Nachfolgeeinrichtungen.

## Besondere Tätigkeiten
In den Jahren 1957 bis 1961 war Gerber Mitarbeiter in einer Arbeitsgruppe für Standortverteilung der landwirtschaftlichen Produktion unter Leitung von Erich Rübensam. Von 1966 bis März 1990 bekleidete er leitende Stellungen im Bereich Ökonomie und Planung seines Ministeriums und wurde 1983 Leiter der Abteilung Planung. Diese befasste sich hauptsächlich mit der Erarbeitung von Produktionszielen und Strukturen für die 14 Bezirke, teilweise auch für kleinere Einheiten bis zu Betrieben, sowie mit der Koordinierung und Zusammenfassung von Planteilen (Investitionen, Arbeitskräfte, Forschung). Die Zusammenarbeit erfolgte hauptsächlich mit dem Institut für Agrarökonomie Berlin der Akademie der Landwirtschaftswissenschaften der DDR (DAL, ab 1972 AdL), teilweise auch mit dem Institut für Betriebswirtschaft Böhlitz-Ehrenberg.
Seit März 1990 war Gerber Leiter des Referates Agrarpolitische Grundsatzfragen, Arbeitseinheit 211. Im Zuge der Vorbereitung des Beitritts der DDR zur BRD beschäftigte er sich hauptsächlich mit der Erarbeitung eines Konzepts für die Produktionsmöglichkeiten nach Eingliederung der DDR-Landwirtschaft in die Europäische Union unter den veränderten Marktbedingungen. Besonders Koordinationsfragen in den Außenstellen und Liquiditätsprobleme der LPGs standen im Mittelpunkt der Arbeit. Nach Annahme des Staatsvertrages zur Wiedervereinigung hatte Gerber im Bezirk Rostock vor allen LPG-Vorsitzenden, VEG-Direktoren und Leitern anderer Betriebe den Staatsvertrag zu erläutern und die Auswirkungen zu diskutieren.
Im Jahre 1998 promovierte Gerber an der Landwirtschaftlich-Gärtnerischen Fakultät der HU Berlin im Fachgebiet Agrargeschichte zum Dr. agr. Grundlage dazu war seine Publikation über den „Landwirtschaftsbetrieb in der Gesetzgebung, Verwaltung und Literatur“ aus dem gleichen Jahr. Daraus entwickelte sich später das umfangreiche Biografische Lexikon Landwirtschaft, das bis 2014 in vier Auflagen erschien und inzwischen fast 4000 Personen mit Angaben zu Leben und Wirken umfasst.

## Publikationen (Auswahl)
- Mitarbeit in der Hauptredaktion des von A. Meuer herausgegebenen Planungsatlas für Land- und Nahrungsgüterwirtschaft der DDR.
- Der Landwirtschaftsbetrieb in der Gesetzgebung, Verwaltung und Literatur – Von den Anfängen bis zur Mitte des 18. Jahrhunderts. Shaker, Aachen 1998, ISBN 3-8265-5689-5. (Zugleich Dissertation an der Humboldt-Universität Berlin im Fach Agrargeschichte)
- Geschichte der bäuerlichen Arbeits- und Lebensverhältnisse unter dem Einfluss der Standortbedingungen und der Technik. Erinnerungsbericht, Manuskript. 2009.
- Die geophysikalischen Grundlagen der Bodenkunde. Manuskript, 2009. (nach der Vorlesungsreihe von Max Trénel)
- Persönlichkeiten aus Land- und Forstwirtschaft, Gartenbau und Veterinärmedizin – Biographisches Lexikon. NORA Verlag, Berlin 2004, ISBN 3-936735-67-0., 2 Bände; 1. Aufl. 2004, 2. erw. Aufl. 2005, 3. erw. Aufl. 2008, 4. erw. Aufl. 2014.
- Hartmut Boettcher, Manfred G. Raupp: Online Studienausgabe zum 90. Geburtstag: Gerbers biographisches Lexikon der Agrarwissenschaften: Persönlichkeiten aus Land- und Forstwirtschaft, Gartenbau und Veterinärmedizin; Festausgabe zum 90. Geburtstag von Th. Gerber